# Гвинеја Бисао на Светском првенству у атлетици на отвореном 2013.
Гвинеја Бисао је учествовала на 14. Светском првенству у атлетици на отвореном 2013. одржаном у Москви од 10. до 18. августа седми пут. Репрезентацију Гвинеје Бисао представљао је један атлетичар који се такмичио у трци на 100 м.,

На овом првенству Гвинеја Бисао није освојила ниједну медаљу, нити је оборен неки рекорд.

## Резултати

### Мушкарци
| Атлетичар       | Дисциплина | Лични рекорд | Квалификације | Квалификације | Група    | Група  | Полуфинале           | Полуфинале           | Финале               | Финале   | Детаљи |
| Атлетичар       | Дисциплина | Лични рекорд | Резултат      | Место         | Резултат | Место  | Резултат             | Место                | Резултат             | Место    | Детаљи |
| --------------- | ---------- | ------------ | ------------- | ------------- | -------- | ------ | -------------------- | -------------------- | -------------------- | -------- | ------ |
| Холдер да Силва | 100 м      | 10,36 НР     | 10,59 КВ      | 2 гр 1        | 10,70    | 8 гр 5 | Није се квалификовао | Није се квалификовао | Није се квалификовао | =52 / 75 |        |